# リトル 〜神様修行中〜
『リトル 〜神様修行中〜』（リトル かみさましゅぎょうちゅう）は、えんどコイチ（原作）、小西紀行（作画）による日本の漫画作品。

## 登場人物
神様
全話に登場。神様とはいえ、まだ修業中の身である。
ミカン
全話に登場。天使であり、神様のアシスタント的存在。
熱川優二
第1話に登場。リサイクルショップを経営する。
板宮由利香
第1話に登場。熱川優二の恋人。
小野沢健介
第2話に登場。会社経営に失敗し自殺しようとしていた。
委員長
第2話に登場。健介の初恋の相手。
健介の父
第2話に登場。健介の幼少期に事故に遭い下半身が不自由になる。
健介の母
第2話に登場。健介の父の代わりに働き家庭を支える。
江藤幸吉
第3話に登場。プロボクサー。相手の顔面を殴れなくなるほどのトラウマを持つ。
田中康文
第3話に登場。江藤に顔を殴られ足が麻痺してしまう。
加瀬敏明
第4話に登場。大学生。
美耶子
第4話に登場。加瀬が想いを寄せている人物。
広巳
第4話に登場。事故に遭い即死。
木畑武士
第5話に登場。元孤児で人から金を巻き上げ孤児院に貢ぐ。
ひろこ
第5話に登場。孤児院の先生。
アッコ
第5話に登場。孤児で心臓病を抱える。
剣崎翔
第6話に登場。サッカー少年だが骨折して入院。
めぐみ
第6話に登場。翔の入院先の病院にいる少女。
神様(第6、7話)
第6話と第7話に登場。神様と同じく修業中。
モモ
第6話と第7話登場。ミカンと同じく天使であり、神様(第6、7話)のアシスタント的存在。表紙にも登場している。
神様(第7話)
第7話に登場。本物の神様だが、何故かオカマ口調。
幸田直人
第7話に登場。オーストラリアにボランティアで働くために旅立つ。
小夜子
第7話に登場。幸田の幼馴染。

## 単行本
- えんどコイチ・小西紀行 『リトル 〜神様修行中〜』 集英社〈ジャンプコミックス〉、全1巻
  1. 2001年4月9日発行、ISBN 4-08-873108-5